# Aaron Pavlovsky
Aaron Yakovlevich Pavlovsky (en ruso: Арон Яковлевич Павловский; Taganrog, Rusia, 6 de diciembre de 1856-Buenos Aires, 25 de octubre de 1918) fue un ingeniero agrónomo pionero de la vitivinicultura en la provincia de Mendoza, Argentina. 

## Síntesis biográfica
Hijo de Santiago Pavlovsky y Agafia Guershova, fue miembro de la oposición antizarista junto a su hermano Isaak Pavlovski (1853-1924). Además, era hermano de Rosa Pavlovsky de Rosemberg (1862-1936) y Alejandro Pavlovsky (1865-1934). Durante el régimen zarista de Alejandro II se realizaban redadas policiales llamadas pogroms, invadían los hogares judíos, que se hallaban identificados con la cultura francesa, tan difundida por entonces en las familias más cultas de Rusia, por lo que terminó encarcelado y desterrado en el este de Rusia, en Siberia. Se exilió en América del Norte en 1877 en el grupo de los «Shakers», y en Francia en 1879. 
Fue amigo del célebre escritor Iván Turguéniev, quien lo hizo ingresar a la Universidad de Montpellier, donde se graduó de Ingeniero Agrónomo especializado en vitivinicultura.
En 1883, el gobierno del presidente argentino Julio Argentino Roca, lo contrató para fundar en la provincia de Mendoza la primera escuela nacional de agricultura del país.
Fue delegado del gobierno argentino y un entusiasta propagandista de este país en el exterior, dando importantes conferencias en Francia y Bélgica, promoviendo una importante inmigración hacia Argentina.

## Obra
Fundó la bodega «La Purísima» hacia 1884, cuyos vinos obtuvieron reconocimiento internacional, y organizó importantes viñedos en su estancia, los primeros organizados para la producción industrial en Argentina. Fundó también el distrito «La Purísima», donde vivió con su esposa María Luisa Molina y Videla Correas (1861-1918). La hija de ambos, María Luisa Pavlovsky, fue una reconocida escritora que se suicidó en 1947. Aarón Pavlovsky para casarse con su esposa tuvo que renunciar a su religión judía y fue bautizado y se convirtió al catolicismo el 20 de noviembre de 1885, según consta en el archivo del arzobispado de Mendoza, un día después se realizó el enlace matrimonial.
Convocó también a su hermana Rosa Pavlovsky de Rosemberg, quien tuvo una importante actuación durante la epidemia de cólera que afectó a Argentina en 1886. En tanto su hermana Sofía Pavlovsky de Marienhoff fue esposa del reconocido ingeniero Julio Marienhoff, colonizador y fundador del distríto El Central en Mendoza.-
Aaron Pavlovsky es una referencia en los más importantes y antiguos libros de vitivinicultura de Cuyo, y está sepultado en el cementerio británico de Chacarita.